# Solrun Flatås
Solrun Flatås (nascida em 28 de agosto de 1967) é uma ex-ciclista norueguesa. Nos Jogos Olímpicos de Verão de 2000 em Sydney, competiu representando a Noruega em duas provas de ciclismo de estrada.